# Thé (repas)
Pour les articles homonymes, voir Thé (homonymie).
 (janvier 2015).
Si vous disposez d'ouvrages ou d'articles de référence ou si vous connaissez des sites web de qualité traitant du thème abordé ici, merci de compléter l'article en donnant les références utiles à sa vérifiabilité et en les liant à la section « Notes et références ».

Thé de style britannique servi à l' de Philadelphie en 2007 : thé au lait, crème de citron, crème caillée et scone aux raisins secs.

Le thé est une collation prise dans l'après-midi, consistant en thé (d'où l'origine du terme) et souvent aussi de boissons non alcoolisées comme les orangeades, citronnades, limonades ou autres infusions, le plus souvent accompagnées de gâteaux secs, de biscuits, de petits fours, etc.
Cette habitude s'est prise en France à la fin du XVIIIe siècle, alors que se développait une certaine anglomanie dans l'aristocratie. Cet usage s'est répandu dans la bourgeoisie au XIXe siècle et correspondait à une petite réception intime dans l'après-midi, surtout après cinq heures de l'après-midi, où la maîtresse de maison recevait selon un jour fixe. La multiplication des salons de thé à partir de la seconde moitié du XIXe siècle a fait entrer cette habitude dans les mœurs. Le thé ne se prolonge jamais après 19 heures.
Aujourd'hui les invitations à des thés se font de manière plus informelle. L'appellation de goûter est plus répandue pour les réceptions enfantines, car le thé n'est pas supposé être une boisson enfantine (considéré comme excitant). La collation de l'après-midi comporte donc plusieurs appellations selon les cultures, les âges et les milieux auxquels elle s'adresse.